# Lista över Västergötlands runinskrifter
Detta är en lista över Västergötlands runinskrifter förkortat Vg och försedda med Runverkets nummer, samt runinskriftens placering, typ av runsten, runhäll, eller annat runristat föremål.

## Vg 1-Vg 99
- Vg 1, Bergs kyrkogård, Bergs socken, Vadsbo härad, förkommen
- Vg 2, Säby, Berga socken, Vadsbo härad, runsten
- Vg 3, Armeneby, Bällefors socken, Vadsbo härad, runsten
- Vg 4, Stora Ek, Eks socken, Vadsbo härad, runsten
- Vg 5, Magatan, Flistads socken, Vadsbo härad, nu i SHM, urnordisk inskrift
- Vg 6, Kulan, Fägremo, Fägre socken, Vadsbo härad, runsten
- Vg 7, Sörgården, Vallby, Götlunda socken, Vadsbo härad, runsten
- Vg 8, Hjälstads kyrkogård, Hjälstads socken, Vadsbo härad, runsten
- Vg 9, Leksbergs kyrkogård, Leksbergs socken, Vadsbo härad
- Vg 10, Leksbergs kyrkogård, Leksbergs socken, Vadsbo härad, runristad liljesten
- Vg 11, Leksbergs backe, Leksbergs socken, Vadsbo härad
- Vg 12, Hindsberg, Leksbergs socken, Vadsbo härad
- Vg 13, Nolgården, Karleby, Leksbergs socken, Vadsbo härad
- Vg 14, Rogstorp, Lyrestads socken, Vadsbo härad, runsten
- Vg 15, Sunnevad, Mariestad, Vadsbo härad, runsten
- Vg 16, Mellomgården, Frölunda, Tidavads socken, Vadsbo härad
- Vg 17, Skeberga, Torsö socken, Vadsbo härad
- Vg 18, Gösslunda kyrkogård, Gösslunda socken, Kållands härad
- Vg 19, Gösslunda kyrka, Gösslunda socken, Kållands härad
- Vg 20, Västanåker, Gösslunda socken, Kållands härad
- Vg 21, Häggesleds kyrkogård, Häggesleds socken, Kållands härad
- Vg 22, Häggesleds kyrkogård, Häggesleds socken, Kållands härad
- Vg 23, Häggesleds kyrkogård, Häggesleds socken, Kållands härad
- Vg 24, Häggesleds kyrka, Häggesleds socken, Kållands härad
- Vg 25, Häggesleds kyrka, Häggesleds socken, Kållands härad
- Vg 26, Häggesleds kyrka, Häggesleds socken, Kållands härad
- Vg 27, Häggesleds kyrka, Häggesleds socken, Kållands härad
- Vg 28, Häggesleds kyrkogård, Häggesleds socken, Kållands härad
- Vg 29, Häggesleds kyrka, Häggesleds socken, Kållands härad
- Vg 30, Järpås kyrka, Järpås socken, Kållands härad, inmurad runsten
- Vg 31, Järpås kyrka, Järpås socken, Kållands härad, runristad stavkorshäll
- Vg 32, Kållands-Åsaka kyrkogård, Kållands-Åsaka socken, Kållands härad
- Vg 33, Stommen, Mellby socken, Kållands härad
- Vg 34, Tilsgården, Mellby socken, Kållands härad
- Vg 35, Sigges sten, Läckö, Otterstads socken, Kållands härad, runsten
- Vg 36, Rackeby kyrkogård, Rackeby socken, Kållands härad, runristad liljesten
- Vg 37, Rackeby kyrkogård, Rackeby socken, Kållands härad
- Vg 38, Rackeby kyrka, Rackeby socken, Kållands härad, Kållands härad
- Vg 39, Åkersberg, Rackeby socken, Kållands härad
- Vg 40, Råda kyrka, Råda socken, Kållands härad, runsten inmurad i kyrkan
- Vg 41, Råda kyrkogård, Råda socken, Kållands härad
- Vg 42, Råda kyrka, Råda socken, Kållands härad
- Vg 43, Råda kyrka, Råda socken, Kållands härad
- Vg 44, Skalunda kyrkogård, Skalunda socken, Kållands härad, runsten
- Vg 45, Skalunda kyrkogård, Skalunda socken, Kållands härad, runsten
- Vg 46, Skalunda kyrka, Skalunda socken, Kållands härad
- Vg 47, Strö kyrka, Strö socken, Kållands härad
- Vg 48, Strö kyrkogård, Strö socken, Kållands härad
- Vg 49, Brokvarn, Uvereds socken, Kållands härad
- Vg 50, Husaby kyrkogård, Husaby socken, Kinnefjärdings härad
- Vg 51, Husaby kyrkogård, Husaby socken, Kinnefjärdings härad
- Vg 52, Husaby kyrkogård, Husaby socken, Kinnefjärdings härad
- Vg 53, Husaby kyrka, Husaby socken, Kinnefjärdings härad
- Vg 54, Husaby kyrkogård, Husaby socken, Kinnefjärdings härad
- Vg 55, Källby hallar, Källby, Källby socken, Kinnefjärdings härad, runsten
- Vg 56, Källby hallar, Källby, Källby socken, Kinnefjärdings härad, runsten
- Vg 57, Lindärva kyrkogård, Lindärva socken, Kinnefjärdings härad
- Vg 58, Lindärva kyrka, Lindärva socken, Kinnefjärdings härad
- Vg 59, Norra Härene gamla kyrka, Kinnefjärdings härad, runsten nu på Dagsnäs slott, Bjärka socken, Gudhems härad
- Vg 60, Kinne-Vedums kyrkogård, Kinne-Vedums socken, Kinne härad
- Vg 61, Härlingstorpstenen, Härlingstorp, Edsvära socken, Skånings härad, runsten
- Vg 62, Ballstorp, Edsvära socken, Skånings härad, runsten
- Vg 63, Nolebystenen, Noleby, Fyrunga socken, Skånings härad, urnordisk runsten, nu i SHM
- Vg 64, Ljungs gamla kyrka, Jungs socken, Skånings härad
- Vg 65, Prästgården, Norra Vånga socken, Skånings härad, urnordisk inskrift
- Vg 66, Postgården, Norra Vånga socken, Skånings härad
- Vg 67, Saleby kyrka, Saleby socken, Skånings härad, runsten, nu vid Dagsnäs slott i Bjärka socken, Gudhems härad
- Vg 68, Saleby kyrkogård, Saleby socken, Skånings härad
- Vg 69, Saleby kyrkogård, Saleby socken, Skånings härad
- Vg 70, Saleby kyrkogård, Saleby socken, Skånings härad
- Vg 71, Skara domkyrka, Skara, runristad liljesten
- Vg 72, Skara
- Vg 73, Synnerby kyrkogård, Synnerby socken, Skånings härad, runsten
- Vg 74, Skolgården, Vinköls socken, Skånings härad, runsten
- Vg 75, Västra Gerums kyrka, Västra Gerums socken, Skånings härad
- Vg 76, Backagården, Korstorp, Bolums socken, Valle härad, runsten
- Vg 77, Eggby kyrkogård, Eggby socken, Valle härad
- Vg 78, Stenums gata, Stenums socken, Valle härad
- Vg 79, Varnhem, Varnhems socken, Valle härad
- Vg 80, Härlunda kyrka, Härlunda socken, förkommen gravhäll
- Vg 81, Broddetorps socken, Gudhems härad, runristad gravhäll, nu i Västergötlands museum
- Vg 82, Frimansgården, Fjällåkra, Broddetorps socken, Gudhems härad
- Vg 83, Komministergården, Fjällåkra, Broddetorps socken, Gudhems härad
- Vg 84, Brunnhems gamla kyrka, Brunnhems socken, Gudhems härad, runristad stavkorshäll
- Vg 85, Stora Dala, Dala socken, Gudhems härad
- Vg 86, Edåsa kyrka, Edåsa socken, Gudhems härad, runristad gravhäll, nu i Västergötlands museum
- Vg 87, Gudhems kyrka, Gudhems socken, Gudhems härad
- Vg 88, Gudhems kyrka, Gudhems socken, Gudhems härad
- Vg 89, Hornborga ödekyrkogård, Hornborga socken, Gudhems härad
- Vg 90, Runshall, Torestorp, Håkantorps socken, Gudhems härad, runsten
- Vg 91, Högstena kyrka, Högstena socken, Gudhems härad
- Vg 92, Högstena kyrka, Högstena socken, Gudhems härad
- Vg 93, Rådene socken, Gudhems härad
- Vg 94, Ugglums kyrkogård, Ugglums socken, Gudhems härad
- Vg 95, Ugglums kyrkogård, Ugglums socken, Gudhems härad
- Vg 96, Valtorps kyrkogård, Valtorps socken, Gudhems härad
- Vg 97, Södra Kyrketorps socken, Gudhems härad
- Vg 98, Norra Kyrketorps socken, Kåkinds härad
- Vg 99, Värsås socken, Kåkinds härad

## Vg 100-Vg 199
- Vg 100, Flo kyrkogård, Flo socken, Åse härad
- Vg 101, Bragnum, Flo socken, Åse härad
- Vg 102, Håle gamla kyrka, Håle socken, Åse härad, runsten
- Vg 103, Håle gamla kyrka, Håle socken, Åse härad, runsten
- Vg 104, Salstenen, Sals kyrka, Sals socken, Åse härad, runsten
- Vg 105, Särestads gamla kyrka, Särestads socken, Åse härad, runsten
- Vg 106, Karleby Lassagården, Leksbergs socken, Vadsbo härad
- Vg 107, Tuns kyrka, Tuns socken, Åse härad
- Vg 108, Tängs kyrkoruin, Tängs socken, Åse härad, runsten
- Vg 109, Tängs kyrkoruin, Tängs socken, Åse härad, runsten
- Vg 110, Näsbyholm, Vänersnäs socken, Åse härad
- Vg 111, Telacka, Gudhems socken, Gudhems härad, runristad gravhäll
- Vg 112, Ås kyrka, Västergötland, Ås socken, Åse härad
- Vg 113, Lärkegapet, Töfta, Bjärby socken, Viste härad
- Vg 114, Börjesgården, Töfta, Bjärby socken, Viste härad
- Vg 115, Stora Västölet, Grästorp, Flo socken, Åse härad, runsten
- Vg 116, Hyringa kyrkoruin, Hyringa socken, Viste härad
- Vg 117, Levenestenen, Levene kyrkogård, Levene socken, Viste härad, runsten
- Vg 118, Slädene kyrkogård, Slädene socken, Viste härad
- Vg 119, Sparlösastenen, vid Sparlösa kyrka, Sparlösa socken, Viste härad, runsten
- Vg 120, Sparlösa kyrka, Sparlösa socken, Viste härad, Viste härad
- Vg 121, Sparlösa kyrkogård, Sparlösa socken, Viste härad, gravsten
- Vg 122, Abrahamstorp, Barne-Åsaka socken, Barne härad, runsten, nu på Dagsnäs slott, Bjärka socken, Gudhems härad
- Vg 123, Västergården, Barne-Åsaka socken, Barne härad
- Vg 124, Ryda kyrka, Ryda socken, Barne härad
- Vg 125, Södra Kedums kyrkogård, Södra Kedums socken, Barne härad
- Vg 126, Larvs kyrka, Larvs socken, Laske härad
- Vg 127, Larvs hed, Larvs socken, Laske härad
- Vg 128, Per Jonsgården, Österbitterna socken, Laske härad
- Vg 129, Skärvums kyrkogård, Grolanda socken, Vilske härad, runristad gravhäll, nu i Västergötlands museum
- Vg 130, Skånum, Grolanda socken, Vilske härad, runsten
- Vg 131, Sjögerås, Sjögerås socken, Vilske härad, stavkorshäll
- Vg 132, Marka kyrkogård, Marka socken, Vilske härad
- Vg 133, Skyberg, Marka socken, Vilske härad
- Vg 134, Kinnevedsstenen, Prästgården, Kinneveds socken, Frökinds härad, urnordisk inskrift
- Vg 135, Hassla by, Kinneveds socken, Frökinds härad
- Vg 136, Lillgården, Svenstorp, Kinneveds socken, Frökinds härad
- Vg 137, Alarp, Kinneveds socken, Frökinds härad
- Vg 138, Vårkumla kyrka, Vårkumla socken, Frökinds härad
- Vg 139, Vårkumla kyrkogård, Vårkumla socken, Frökinds härad, runsten
- Vg 140, Madängsbro, Baltaks socken, Vartofta härad
- Vg 141, Mularps socken, Vartofta härad
- Vg 142, Näs kyrkogård, Näs socken, Vartofta härad
- Vg 143, Näs kyrkogård, Näs socken, Vartofta härad
- Vg 144, Näs kyrkogård, Näs socken, Vartofta härad
- Vg 145, Näs kyrkogård, Näs socken, Vartofta härad
- Vg 146, Slöta kyrka, Slöta socken, Vartofta härad
- Vg 147, Slöta kyrka, Slöta socken, Vartofta härad
- Vg 148, Slöta kyrka, Slöta socken, Vartofta härad
- Vg 149, Åsakatorp, Vartofta-Åsaka socken, Vartofta härad, ursprungligen Vårkumla socken, Frökinds härad
- Vg 150, Velandastenen, Åsaka-Björke, Väne härad, runsten, utmed riksväg 42, ej ursprunglig plats
- Vg 151, Eggvena kyrka, Eggvena socken, Kullings härad
- Vg 152, Håkansgården, Eggvena socken, Kullings härad
- Vg 153, Fölene kyrkogård, Fölene socken, Kullings härad, runsten
- Vg 154, Fölene kyrkogård, Fölene socken, Kullings härad, runsten
- Vg 155, Hols kyrka, Hols socken, Kullings härad
- Vg 156, Remmene kyrka, Remmene socken, Kullings härad
- Vg 157, Storegården, Fröstorp, Hov, Hovs socken, Gäsene härad
- Vg 158, Fänneslunda kyrka, Fänneslunda socken, Ås härad
- Vg 159, Hagahult, Hällstads socken, Ås härad
- Vg 160, Västergården, Väby, Hällstads socken, Ås härad
- Vg 161, Skräddaregården, Härna by, Härna socken, Ås härad
- Vg 162, Bengtsgården, Rävicke, Möne socken, Ås härad
- Vg 163, Rångedala kyrka, Rångedala socken, Ås härad
- Vg 164, Gretlanda by, Rångedala, Rångedala socken, Ås härad
- Vg 165, Södra Vings kyrkogård, Södra Vings socken, Ås härad
- Vg 166, Södra Vings kyrkogård, Södra Vings socken, Ås härad
- Vg 167, Södra Vings kyrkogård, Södra Vings socken, Ås härad
- Vg 168, Hökerum, Södra Vings socken, Ås härad
- Vg 169, Svedjorna, Södra Vings socken, Ås härad
- Vg 170, Blidsbergs kyrka, Blidsbergs socken, Redvägs härad
- Vg 171, Blidsbergs kyrka, Blidsbergs socken, Redvägs härad
- Vg 173, Prästgården, Böne, Böne socken, Redvägs härad
- Vg 174, Nöre, Dalum, Dalums socken, Redvägs härad
- Vg 175, Silarps bro, Dalum, Dalums socken, Redvägs härad
- Vg 176, Östergården, Dalum, Dalums socken, Redvägs härad
- Vg 177, Humla, Humla socken, Redvägs härad
- Vg 178, Kölaby kyrka, Kölaby socken, Redvägs härad
- Vg 179, Lillegården, Kölaby, Kölaby socken, Redvägs härad
- Vg 180, Stommen, Kölaby, Kölaby socken, Redvägs härad
- Vg 181, Olsbrostenen, Frugården, Åsarp, Norra Åsarps socken, Redvägs härad, runsten
- Vg 182, Hög, Norra Åsarp, Norra Åsarps socken, Redvägs härad
- Vg 183, Hög, Norra Åsarp, Norra Åsarps socken, Redvägs härad
- Vg 184, Smula gamla kyrka, Smula socken, runsten, nu vid Dagsnäs slott i Bjärka socken, Gudhems härad
- Vg 185, Smula, Smula socken, Redvägs härad, utanför Falköping
- Vg 186, Timmele kyrkogård, Timmele socken, Redvägs härad, runsten, nu vid Dagsnäs slott i Bjärka socken, Gudhems härad
- Vg 187, Vists kyrka, Vists socken, Redvägs härad
- Vg 188, Örby kyrka, Örby socken, Marks härad
- Vg 190, Månstad, Månstads socken, Kinds härad, runsten
- Vg 191, Nittorps gamla kyrka, Nittorps socken, Kinds härad
- Vg 192, Sörgården, Gölingstorp, Nittorp, Nittorps socken, Kinds härad
- Vg 193, Svenljunga gamla kyrka, Svenljunga socken, Kinds härad
- Vg 194, Herrekvarn, Svenljunga, Svenljunga socken, Kinds härad
- Vg 195, Normanslid, Tranemo socken, Kinds härad
- Vg 196, Älvsborg, Göteborg
- Vg 197, Dalumstenen, Dalums kyrka, Dalums socken, Redvägs härad, runsten
- Vg 198, Dalums kyrka, Dalums socken, Redvägs härad
- Vg 199, Norra Lundby kyrkogård, Varnhems socken, Valle härad

## Vg 200-Vg 282
- Vg 200, Börstigs kyrka, Börstigs socken, Frökinds härad
- Vg 201, Börstigs kyrka, Börstigs socken, Frökinds härad
- Vg 202, Fredsbergs kyrka, Fredsbergs socken, Vadsbo härad
- Vg 203, Färeds kyrka, Färeds socken, Vadsbo härad
- Vg 204, Götlunda kyrka, Götlunda socken, Vadsbo härad
- Vg 205, Odensåkers kyrka, Odensåkers socken, Vadsbo härad
- Vg 206, Älgarås kyrka, Älgarås socken, Vadsbo härad
- Vg 207, Grumpanbrakteaten, Sävare socken
- Vg 208, Kyrkbacken, Bredsäters kyrka, Bredsäters socken, Kinne härad
- Vg 209, Kinne-Vedums kyrka, Kinne-Vedums socken, Kinne härad
- Vg 210, Salebyklockan, Saleby kyrka, Saleby socken, Skånings härad, kyrkklocka
- Vg 211, Kvarteret Borgmästaren, Skara
- Vg 212, Kvarteret Merkurius, Skara
- Vg 213, Varnhems kloster, Varnhems socken, Valle härad
- Vg 214, Varnhems kloster, Varnhems socken, Valle härad
- Vg 215, Falköping, sigillstamp
- Vg 216, Högstenagaldern
- Vg 217, Rådene kyrka, Rådene socken, Gudhems härad
- Vg 218, Segerstads kyrka, Segerstads socken, Gudhems härad
- Vg 219, Kyrkefalla kyrka, Kyrkefalla socken, Kåkinds härad
- Vg 220, Värsås kyrka, Värsås socken, Kåkinds härad
- Vg 221, Flakebergs kyrka, Flakebergs socken, Viste härad
- Vg 222, Malma kyrka, Malma socken, Viste härad
- Vg 223, Önums gamla kyrka, Önums socken, Barne härad, runristad trästock
- Vg 224, Storegården, Österbitterna socken, Laske härad
- Vg 225, Börstig, Börstigs socken, Frökinds härad, sigillstamp
- Vg 226, Påvarp, Hömb
- Vg 227, Suntakstolen, Suntaks gamla kyrka, Suntaks socken, Vartofta härad
- Vg 228, Trollhättan, Väne härad
- Vg 229, Lödöse, Sankt Peders socken, Ale härad
- Vg 230, Lödöse, Sankt Peders socken, Ale härad
- Vg 231, Lödöse, Sankt Peders socken, Ale härad
- Vg 232, Lödöse, Sankt Peders socken, Ale härad
- Vg 233, Kalenderstickan från Lödöse, Lödöse, Sankt Peders socken, Ale härad
- Vg 234, Lödöse, Sankt Peders socken, Ale härad
- Vg 235, Lödöse, Sankt Peders socken, Ale härad
- Vg 236, Lödöse, Sankt Peders socken, Ale härad
- Vg 237, Lödöse, Sankt Peders socken, Ale härad
- Vg 238, Lödöse, Sankt Peders socken, Ale härad
- Vg 239, Lödöse, Sankt Peders socken, Ale härad
- Vg 240, Lödöse, Sankt Peders socken, Ale härad
- Vg 241, Lödöse, Sankt Peders socken, Ale härad
- Vg 242, Lödöse, Sankt Peders socken, Ale härad
- Vg 243, Lödöse, Sankt Peders socken, Ale härad
- Vg 244, Hemsjö gamla kyrka, Hemsjö socken, Kullings härad, dopfunt
- Vg 245, Herrljunga kyrka, Herrljunga socken, Kullings härad (på en kyrkklocka idag förvarad på Statens historiska museum)
- Vg 246, Blidsbergs kyrka, Blidsbergs socken, Redvägs härad
- Vg 247, Hössna kyrka, Hössna socken, Redvägs härad
- Vg 248, Bollebygdsklockan, Bollebygds kyrka, Bollebygds socken, Bollebygds härad, runristad kyrkklocka
- Vg 249, Borgstena kyrka, Borgstena socken, Vedens härad, nu Fristads socken, Vedens härad
- Vg 250, Bredareds kyrka, Bredareds socken, Vedens härad
- Vg 251, Finnekumla kyrka, Finnekumla socken, Kinds härad
- Vg 252, Gällstads kyrka, Gällstads socken, Kinds härad
- Vg 253, Älvsered, Älvsereds socken, Kinds härad
- Vg 254, Lödöse, Sankt Peders socken, Ale härad
- Vg 255, Lödöse, Sankt Peders socken, Ale härad
- Vg 256, Lödöse, Sankt Peders socken, Ale härad
- Vg 257, Tumberg, Tumbergs socken, Kullings härad
- Vg 258, Norra Björke, Norra Björke socken, Väne härad
- Vg 259, Norra Björke, Norra Björke socken, Väne härad
- Vg 265, Lödöse, Sankt Peders socken, Ale härad
- Vg 266, Lödöse, Sankt Peders socken, Ale härad

## Övriga
- NOR1997;27, Hols Kyrka, Hols Socken, Kullings Härad